# Plerixafor
Plerixafor (DCI; ou JM 3100, AMD3100; nome comercial: Mozobil), é um fármaco utilizado no tratamento de linfoma e mieloma múltiplo.
Foi desenvolvido para mobilização de células estaminais da medula óssea para a circulação, facilitando o recolhimento destas. Assim pode melhorar o resultado do tlansplante de células-tronco em pacientes com câncer hematológico.